# Штанденбил
Штанденбил (њем. Standenbühl) општина је у њемачкој савезној држави Рајна-Палатинат. Једно је од 81 општинског средишта округа Донерсберг. Према процјени из 2010. у општини је живјело 227 становника. Посједује регионалну шифру (AGS) 7333074.

## Географски и демографски подаци
Штанденбил се налази у савезној држави Рајна-Палатинат у округу Донерсберг. Општина се налази на надморској висини од 224 метра. Површина општине износи 1,2 km². У самом мјесту је, према процјени из 2010. године, живјело 227 становника. Просјечна густина становништва износи 182 становника/km².